# Porträt des Juan de Pareja
Das Porträt des Juan de Pareja ist ein Gemälde von Diego Velázquez aus dem Jahr 1650. Dargestellt ist Juan de Pareja, der im Haushalt von Velázquez lebte und Mitarbeiter in der Werkstatt war.

## Historischer Hintergrund
1649 reiste Velázquez ein zweites Mal nach Italien, um für König Philipp Gemälde und Skulpturen einzukaufen und Abgüsse antiker Skulpturen anfertigen zu lassen. Er verließ Madrid im November 1649 im Gefolge des Herzogs von Nájera, der in Trient Philipps Nichte Maria Anna von Österreich abholen sollte, die Philipp in zweiter Ehe heiraten wollte.
In Velázquez' Begleitung befand sich auch sein Mitarbeiter Juan de Pareja, der als Sklave seit seiner Jugend im Haushalt des Malers lebte. Juan de Pareja wurde in Antequera in der Nähe von Málaga geboren. Er war ein Mulatte, von maurischer Herkunft, Velázquez hatte ihn wahrscheinlich von einer Verwandten geerbt. Velázquez ließ Pareja laut Vertrag vom 23. November 1650 frei. In dem Vertrag war vereinbart, dass Pareja weitere vier Jahre für ihn arbeiten sollte. Allerdings lebte Pareja bis zu Velázquez' Tod in dessen Haushalt und danach im Haus von Juan Bautista Mazo, dem Schwiegersohn von Velázquez. Das Schriftstück, das die Freilassung dokumentiert, wird im Römischen Staatsarchiv aufbewahrt.
Velázquez arbeitete vom 10. Juli 1649 bis zum 15. März 1650 an Parejas Porträt. Öffentlich ausgestellt wurde das Bild im Portikus des Pantheon am 19. März, dem Josefsfest, an dem die Congregazione dei  Virtuosi al Panteon, der auch Velázquez seit kurzem angehörte,  traditionell eine Ausstellung veranstaltete. Das Gemälde habe, wie Antonio Palomino berichtet, unter den Künstlern und Kunstliebhabern Roms großes Aufsehen erregt und Velázquez den Zugang zu Papst Innozenz verschafft. Noch im Frühling des gleichen Jahres erfolgte der Auftrag, den Papst zu malen.

## Beschreibung
Velázquez hat Juan de Pareja, der den Betrachter mit intensivem Blick ins Auge fasst, als Bruststück und im Dreiviertelprofil vor einem diffusen, architektonisch unbestimmten Hintergrund gemalt.
Seine stolze, selbstbewusste Haltung, der fast hochmütige Blick aus seinen dunklen Augen, entspricht eher der Pose eines Höflings oder eines wohl etablierten Patriziers als der eines Sklaven.
Er hat einen weiten Mantel mit Eleganz über Wams und Schulter geworfen, und sein blütenweißer Kragen ist mit einer zart-fedrigen flämischen Spitze gesäumt. Allerdings scheint sein Ärmel in Ellbogenhöhe ein Loch zu haben, so dass ein weißes Untergewand hervorblitzten kann.
Ein starkes Licht fällt direkt von vorne auf den Porträtierten und erzeugt helle und bronzefarbene Reflexe auf der dunklen Haut. Das üppig lockige Haupthaar und Kinn- und Schnurrbart sind tiefschwarz.
Obwohl die Kleidung ausschließlich in fein abgestuften, dunkel-olivgrünen Farbtönen ausgeführt ist, hebt sich die Figur scharf von dem blasseren, in ähnlichen Farbtönen ausgeführten Hintergrund ab.

## Provenienz
Das Bild blieb nach Velázquez' Abreise in Rom. Nach Aussage von Francisco Preciado de la Vega (1712–1789) befand sich ein Porträt Parejas im Besitz des Kardinal Trajano d'Acquaviva (1694–1747), wobei nicht sicher festzustellen ist, ob es sich hier um das Original oder eine Replik handelte. In Italien wechselte das Bild einige Male den Besitzer. Um 1798 war es im Besitz des britischen Botschafters in Neapel, Sir William Hamilton, der es mit nach
London nahm. Hamilton verkaufte das Bild am 17. März 1801 für 39 Guinees an den Antiquar und Kunstmäzen Thomas Lister Parker (1779–1858). 1814 ging das Bild an den 2. Earl of Radnor und blieb bis 1970 im Besitz der Familie. Am 27. November ließ es Jacob Pleydell-Bouverie, 8. Earl of Radnor, bei Christie’s in London versteigern, wo es über Wildenstein für das Metropolitan Museum of Art in Washington erworben wurde.
Der Kaufpreis von über 5,5 Millionen Dollar schlug damals den Rekord, den ein Bild in einer Versteigerung erlösen konnte und brachte den Chef des Museums, Thomas Hoving, in die öffentliche Kritik. Zur Finanzierung hatte Hoving Bilder – u. a. von van Gogh und  Rousseau – verkauft. Die restliche Kaufsumme wurde von privaten Spendern aufgebracht.

## Repliken
Von dem Porträt sind vier Kopien bekannt. Eine etwas kleine Variante befindet sich im Besitz der
Hispanic Society in New York, die möglicherweise von Pareja selbst gemalt wurde.
Das Porträt aus der Sammlung von Captain J.B. Blackett in Arbigland House, Dumfries, Schottland wurde am 29. Mai 1992 bei Christie’s verkauft. Eine Kopie aus dem 19. Jahrhundert befand sich in der Peruanischen Botschaft in Washington. Der weitere Verbleib ist nicht bekannt. Eine dritte, im Format etwas größere Kopie befindet sich seit 1903 im Musée des Beaux-Arts Jules Chéret in Nizza.